# Bultertjärnen
Bultertjärnen är en sjö i Skellefteå kommun i Västerbotten och ingår i Bureälvens huvudavrinningsområde. Sjön har en area på 0,0993 kvadratkilometer och ligger 222,1 meter över havet.

## Delavrinningsområde
Bultertjärnen ingår i det delavrinningsområde (718854-171386) som SMHI kallar för Utloppet av Bultertjärnen. Medelhöjden är 228 meter över havet och ytan är 0,83 kvadratkilometer. Det finns inga avrinningsområden uppströms utan avrinningsområdet är högsta punkten. Vattendraget som avvattnar avrinningsområdet har biflödesordning 3, vilket innebär att vattnet flödar genom totalt 3 vattendrag innan det når havet efter 93 kilometer. Avrinningsområdet består mestadels av skog (86 procent). Avrinningsområdet har 0,1 kvadratkilometer vattenytor vilket ger det en sjöprocent på 12,1 procent.